# Village of Four Seasons (Misuri)
Village of Four Seasons es una villa ubicada en el condado de Camden en el estado estadounidense de Misuri. En el Censo de 2010 tenía una población de 2217 habitantes y una densidad poblacional de 186,86 personas por km².

## Geografía
Village of Four Seasons se encuentra ubicada en las coordenadas 38°11′51″N 92°43′17″O / 38.19750, -92.72139. Según la Oficina del Censo de los Estados Unidos, Village of Four Seasons tiene una superficie total de 11.86 km², de la cual 11.7 km² corresponden a tierra firme y (1.42%) 0.17 km² es agua.

## Demografía
Según el censo de 2010, había 2217 personas residiendo en Village of Four Seasons. La densidad de población era de 186,86 hab./km². De los 2217 habitantes, Village of Four Seasons estaba compuesto por el 97.56% blancos, el 0.86% eran afroamericanos, el 0.54% eran amerindios, el 0.36% eran asiáticos, el 0% eran isleños del Pacífico, el 0.18% eran de otras razas y el 0.5% pertenecían a dos o más razas. Del total de la población el 1.13% eran hispanos o latinos de cualquier raza.